# Liga Asobal
Liga Asobal (officiellt namn: Liga Plenitude) är Spaniens högsta handbollsdivision på herrsidan. Ligan består av 16 lag. Den har hetat Liga Asobal sedan 1990.

## Vinnare genom åren
Primera División Nacional
- 1952 - Atlético de Madrid
- 1953 - Real Madrid
- 1954 - Atlético de Madrid (2)
- 1955 - CE Sabadell
- 1956 - BM Granollers
- 1957 - BM Granollers (2)
- 1958 - BM Granollers (3)

División de Honor
- 1959 - BM Granollers (4)
- 1960 - BM Granollers (5)
- 1961 - BM Granollers (6)
- 1962 - Atlético de Madrid (3)
- 1963 - Atlético de Madrid (4)
- 1964 - Atlético de Madrid (5)
- 1965 - Atlético de Madrid (6)
- 1966 - BM Granollers (7)
- 1967 - BM Granollers (8)
- 1968 - BM Granollers (9)
- 1969 - FC Barcelona
- 1970 - BM Granollers (10)
- 1971 - BM Granollers (11)
- 1972 - BM Granollers (12)
- 1973 - FC Barcelona (2)
- 1974 - BM Granollers (13)
- 1975 - CB Calpisa
- 1976 - CB Calpisa (2)
- 1977 - CB Calpisa (3)
- 1978 - CB Calpisa (4)
- 1979 - Atlético de Madrid (7)
- 1980 - FC Barcelona (3)
- 1981 - Atlético de Madrid (8)
- 1982 - FC Barcelona (4)
- 1983 - Atlético de Madrid (9)
- 1984 - Atlético de Madrid (10)
- 1985 - Atlético de Madrid (11)
- 1986 - FC Barcelona (5)
- 1987 - CD Bidasoa
- 1988 - FC Barcelona (6)
- 1989 - FC Barcelona (7)
- 1990 - FC Barcelona (8)

Liga Asobal
- 1991 - FC Barcelona (9)
- 1992 - FC Barcelona (10)
- 1993 - CB Cantabria
- 1994 - CB Cantabria (2)
- 1995 - Elgorriaga Bidasoa (2)
- 1996 - FC Barcelona (11)
- 1997 - FC Barcelona (12)
- 1998 - FC Barcelona (13)
- 1999 - FC Barcelona (14)
- 2000 - FC Barcelona (15)
- 2001 - CB Ademar León
- 2002 - Portland San Antonio
- 2003 - FC Barcelona (16)
- 2004 - BM Ciudad Real
- 2005 - Portland San Antonio (2)
- 2006 - FC Barcelona (17)
- 2007 - BM Ciudad Real (2)
- 2008 - BM Ciudad Real (3)
- 2009 - BM Ciudad Real (4)
- 2010 - BM Ciudad Real (5)
- 2011 - FC Barcelona (18)
- 2012 - FC Barcelona (19)
- 2013 - FC Barcelona (20)
- 2014 - FC Barcelona (21)
- 2015 - FC Barcelona (22)
- 2016 - FC Barcelona (23)
- 2017 - FC Barcelona (24)
- 2018 - FC Barcelona (25)
- 2019 - FC Barcelona (26)
- 2020 - FC Barcelona (27)
- 2021 - FC Barcelona (28)
- 2022 - FC Barcelona (29)
- 2023 - FC Barcelona (30)
- 2024 - FC Barcelona (31)

## Antal mästartitlar
Följande tabell visar antal gånger respektive lag har blivit spanska mästare i handboll.
| Titlar | Klubb(ar)                               | År |
| ------ | --------------------------------------- | --- |
| 31     | FC Barcelona                            | 1969, 1973, 1980, 1982, 1986, 1988, 1989, 1990, 1991, 1992, 1996, 1997, 1998, 1999, 2000, 2003, 2006, 2011, 2012, 2013, 2014, 2015, 2016, 2017, 2018, 2019, 2020, 2021, 2022, 2023, 2024 |
| 13     | BM Granollers                           | 1956, 1957, 1958, 1959, 1960, 1961, 1966, 1967, 1968, 1970, 1971, 1972, 1974 |
| 11     | BM Atlético de Madrid                   | 1952, 1954, 1962, 1963, 1964, 1965, 1979, 1981, 1983, 1984, 1985 |
| 5      | BM Ciudad Real                          | 2004, 2007, 2008, 2009, 2010 |
| 4      | CB Calpisa                              | 1975, 1976, 1977, 1978 |
| 2      | CD Bidasoa CB Cantabria SDC San Antonio | 1987, 1995 1993, 1994 2002, 2005 |
| 1      | Real Madrid CE Sabadell CB Ademar León  | 1953 1955 2001 |

## Statistik

### Främsta målskyttar i Liga Asobal (sedan 1990)
| #   | Namn               | Antal mål | Antal säsonger |
| --- | ------------------ | --------- | -------------- |
| 1.  | Juanín García      | 2 684     | 23             |
| 2.  | Demetrio Lozano    | 1 912     | 20             |
| 3.  | Fernando Hernández | 1 879     | 22             |
| 4.  | Mateo Garralda     | 1 834     | 19             |
| 5.  | Velimir Rajić      | 1 704     | 15             |
| 6.  | Enric Masip        | 1 682     | 14             |
| 7.  | Iker Romero        | 1 625     | 14             |
| 8.  | Oleg Lvov          | 1 622     | 11             |
| 9.  | Alberto Entrerríos | 1 621     | 15             |
| 10. | Antonio Cartón     | 1 529     | 16             |